# Мостовая (приток Сосьвы)
Мостовая — река в России, протекает по Североуральскому району Свердловской области. Устье реки находится в 559 км по правому берегу реки Сосьва. Длина реки составляет 6,3 км.
Система водного объекта: Сосьва → Тавда → Тобол → Иртыш → Обь → Карское море.

## Данные водного реестра
По данным государственного водного реестра России относится к Иртышскому бассейновому округу, водохозяйственный участок реки — Сосьва от истока до водомерного поста у деревни Морозково, речной подбассейн реки — Тобол. Речной бассейн реки — Иртыш.
Код объекта в государственном водном реестре — 14010502412111200009756.